# Rakowiec (Wrocław)

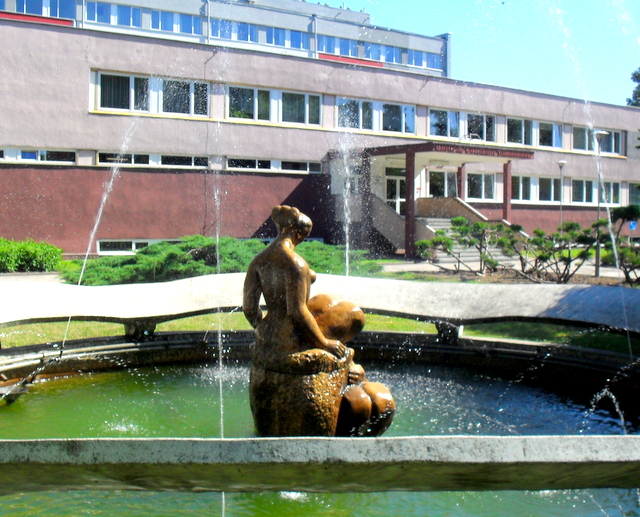
Instytut Niskich Temperatur i Badań Strukturalnych im. Włodzimierza Trzebiatowskiego PAN

Rakowiec – dawne osiedle we Wrocławiu, w jego wschodniej części, na lewym brzegu Odry i na obu brzegach wpadającej tam do Odry rzeki Oławy. Obecnie jest częścią osiedla Przedmieście Oławskie.
W 1677 powstała na tych terenach wieś o nazwie Morgenau, leżąca na przedpolu murów miejskich Wrocławia. Po likwidacji fortyfikacji w 1808 część wsi (do linii obecnej ulicy Okólnej, na wschodnim skraju terenów MPWiK oraz teren dzisiejszego osiedla Wilczy Kąt z zakolu Oławy) włączono w granice miasta; pozostałą część Rakowca przyłączono dopiero w 1904. Tereny Rakowca wraz z sąsiednimi osiedlami wchodzącymi wraz z nim w skład tzw. Przedmieścia Oławskiego zaliczane są do dawnej dzielnicy administracyjnej Krzyki.